# Saku Koivu

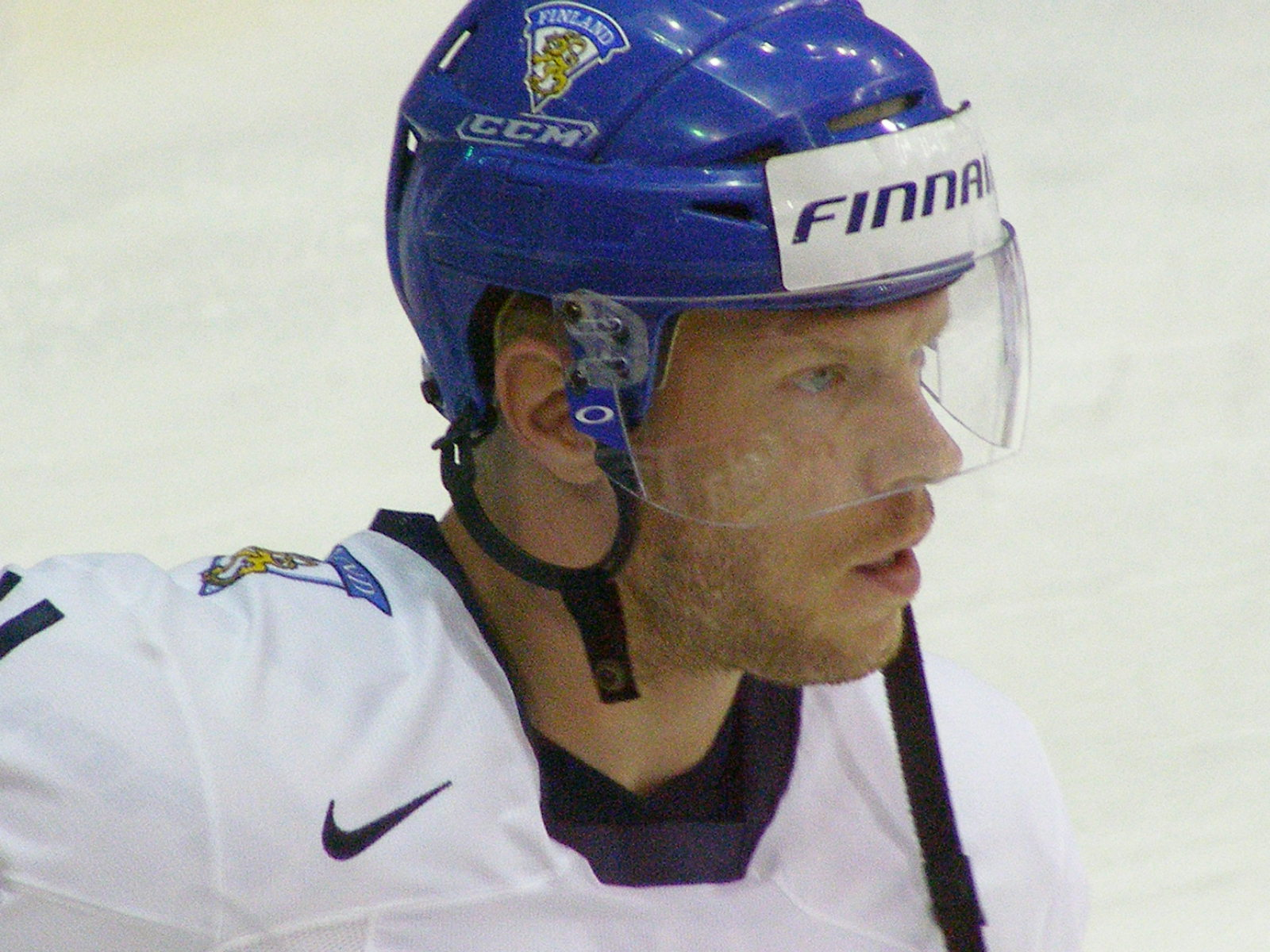
Saku Koivu i det finländska landslaget.

Saku Antero Koivu, född 23 november 1974 i Åbo, är en finländsk före detta professionell ishockeyspelare som under större delen av sin karriär spelade för NHL-lagen Montreal Canadiens och Anaheim Ducks.
Koivu, som är en av de mest framgångsrika finländska ishockeyspelarna genom tiderna, spelade ett flertal internationella turneringar för Finland med ett VM-guld från 1995 och OS-silver från 2006 som de största meriterna. Under 2001 befarades det att hans karriär var över då han drabbats av cancer, men han tillfrisknade och kom tillbaka till ishockeyn.
Saku Koivus yngre bror Mikko var också han ishockeyspelare på professionell nivå.

## FM-ligan
Saku Koivu debuterade i Finlands högsta serie FM-ligan säsongen 1992–1993 för TPS Åbo och fick vara med och vinna guld i ligan redan första säsongen. Han var även med och förde laget till guld säsongen 1994–1995. Under säsongerna 1993–1994 och 1994–1995 utnämndes Koivu till bäste spelare i FM-ligan. Han fick även "Kultainen kypärä", den finländska motsvarigheten till Guldhjälmen, säsongen 1994–1995. Totalt gjorde Koivu 137 poäng, 53 mål och 84 assist, på 138 matcher i FM-ligan innan han åkte över till NHL. Enbart säsongen 1994–1995 gjorde han 74 poäng på 45 matcher i grundserien. Under lockoutsäsongen i NHL 2004–2005 återvände han till Åbo och TPS.

## NHL-karriären
Saku Koivu spelade 1124 matcher i NHL och gjorde 832 poäng fram till säsongen 2013–2014. Han valdes av Montreal Canadiens 1993 i första rundan som 21:e spelare totalt och inledde sin NHL-karriär säsongen 1995–1996. Koivu blev snabbt en populär spelare i Montreal Canadiens och var från 1999 till 2009 lagkapten för laget.
Koivu hade dock haft otur med skador samt sjukdomar under karriären och missat många matcher under ett flertal säsonger. Efter säsongen 2001–2002 fick han utmärkelsen Bill Masterton Memorial Trophy som går till den spelare som visat mest sportsmannaanda och engagemang inom ishockeyn i NHL. Han fick även utmärkelsen King Clancy Memorial Trophy efter säsongen 2006–2007. 
Till säsongen 2009–2010 bytte Koivu lag från Montreal Canadiens till Anaheim Ducks där han spelade i samma kedja som landsmannen Teemu Selänne.
Den 10 september 2014 meddelade Koivu officiellt att han avslutade sin karriär som spelare.

## Landslaget
Saku Koivu var en av Finlands bästa spelare under flera mästerskap och har bland annat varit med och vunnit ett OS-silver, tre OS-brons, ett VM-guld samt ett silver i World Cup 2004. Tillsammans med Ville Peltonen och Jere Lehtinen spelade han i den så kallade "Knatte, Fnatte och Tjatte-kedjan" under J-VM 1993 i Sverige, OS 1994 i Norge och VM 1995 i Sverige, i den sistnämnda turneringen tog Finland guld. Koivu deltog i fyra OS-turneringar, två World Cup-turneringar samt sju VM-turneringar.

## Meriter
- OS-silver – 2006
- OS-brons – 1994, 1998 och 2010
- VM-guld – 1995
- VM-silver – 1994 och 1999
- World Cup-silver – 2004
- Bill Masterton Memorial Trophy – 2002
- King Clancy Memorial Trophy – 2007
- Finländsk mästare – 1993 och 1995

## Statistik

### Klubbkarriär
| 1992–93     | TPS                | FM-L        | 46   | 3   | 7   | 10  | 28  | 11 | 3  | 2  | 5  | 2  |
| 1993–94     | TPS                | FM-L        | 47   | 23  | 30  | 53  | 42  | 11 | 4  | 8  | 12 | 16 |
| 1994–95     | TPS                | FM-L        | 45   | 27  | 47  | 74  | 73  | 13 | 7  | 10 | 17 | 16 |
| 1995–96     | Montreal Canadiens | NHL         | 82   | 20  | 25  | 45  | 40  | 6  | 3  | 1  | 4  | 8  |
| 1996–97     | Montreal Canadiens | NHL         | 50   | 17  | 39  | 56  | 38  | 5  | 1  | 3  | 4  | 10 |
| 1997–98     | Montreal Canadiens | NHL         | 69   | 14  | 43  | 57  | 48  | 6  | 2  | 3  | 5  | 2  |
| 1998–99     | Montreal Canadiens | NHL         | 65   | 14  | 30  | 44  | 38  | —  | —  | —  | —  | —  |
| 1999–00     | Montreal Canadiens | NHL         | 24   | 3   | 18  | 21  | 14  | —  | —  | —  | —  | —  |
| 2000–01     | Montreal Canadiens | NHL         | 54   | 17  | 30  | 47  | 40  | —  | —  | —  | —  | —  |
| 2001–02     | Montreal Canadiens | NHL         | 3    | 0   | 2   | 2   | 0   | 12 | 4  | 6  | 10 | 4  |
| 2002–03     | Montreal Canadiens | NHL         | 82   | 21  | 50  | 71  | 72  | —  | —  | —  | —  | —  |
| 2003–04     | Montreal Canadiens | NHL         | 68   | 14  | 41  | 55  | 52  | 11 | 3  | 8  | 11 | 10 |
| 2004–05     | TPS                | FM-L        | 20   | 8   | 8   | 16  | 28  | 6  | 3  | 2  | 5  | 30 |
| 2005–06     | Montreal Canadiens | NHL         | 72   | 17  | 45  | 62  | 70  | 3  | 0  | 2  | 2  | 2  |
| 2006–07     | Montreal Canadiens | NHL         | 81   | 22  | 53  | 75  | 74  | —  | —  | —  | —  | —  |
| 2007–08     | Montreal Canadiens | NHL         | 77   | 16  | 40  | 56  | 93  | 7  | 3  | 6  | 9  | 4  |
| 2008–09     | Montreal Canadiens | NHL         | 65   | 16  | 34  | 50  | 44  | 4  | 0  | 3  | 3  | 2  |
| 2009–10     | Anaheim Ducks      | NHL         | 71   | 19  | 33  | 52  | 36  | —  | —  | —  | —  | —  |
| 2010–11     | Anaheim Ducks      | NHL         | 75   | 15  | 30  | 45  | 36  | 6  | 1  | 6  | 7  | 6  |
| 2011–12     | Anaheim Ducks      | NHL         | 74   | 11  | 27  | 38  | 50  | –  | –  | –  | –  | —  |
| 2012–13     | Anaheim Ducks      | NHL         | 47   | 8   | 19  | 27  | 18  | 7  | 1  | 2  | 3  | 6  |
| 2013–14     | Anaheim Ducks      | NHL         | 65   | 11  | 18  | 29  | 46  | 13 | 0  | 1  | 1  | 8  |
| NHL totalt  | NHL totalt         | NHL totalt  | 1124 | 255 | 587 | 832 | 809 | 80 | 18 | 41 | 59 | 62 |
| FM-L totalt | FM-L totalt        | FM-L totalt | 158  | 61  | 92  | 153 | 171 | 41 | 17 | 22 | 39 | 64 |

### Internationellt
| År                     | Lag                    | Turnering              |                        | Matcher | Mål | Assists | Poäng | Utv. |
| ---------------------- | ---------------------- | ---------------------- | ---------------------- | ------- | --- | ------- | ----- | ---- |
| 1993                   | Finland                | VM                     | 6                      | 0       | 1   | 1       | 2     |      |
| 1994                   | Finland                | OS                     | 8                      | 4       | 3   | 7       | 12    |      |
| 1994                   | Finland                | VM                     | 8                      | 5       | 6   | 11      | 4     |      |
| 1995                   | Finland                | VM                     | 8                      | 5       | 5   | 10      | 18    |      |
| 1996                   | Finland                | WC                     | 4                      | 1       | 3   | 4       | 4     |      |
| 1997                   | Finland                | VM                     | 6                      | 2       | 2   | 4       | 2     |      |
| 1998                   | Finland                | OS                     | 6                      | 2       | 8   | 10      | 4     |      |
| 1999                   | Finland                | VM                     | 10                     | 4       | 12  | 16      | 4     |      |
| 2003                   | Finland                | VM                     | 7                      | 1       | 10  | 11      | 4     |      |
| 2004                   | Finland                | WC                     | 6                      | 3       | 1   | 4       | 2     |      |
| 2006                   | Finland                | OS                     | 8                      | 3       | 8   | 11      | 12    |      |
| 2008                   | Finland                | VM                     | 6                      | 0       | 3   | 3       | 4     |      |
| 2010                   | Finland                | OS                     | 6                      | 0       | 2   | 2       | 6     |      |
| VM totalt              | VM totalt              | VM totalt              | VM totalt              | 51      | 17  | 39      | 56    | 38   |
| OS totalt              | OS totalt              | OS totalt              | OS totalt              | 28      | 9   | 21      | 30    | 34   |
| WC totalt              | WC totalt              | WC totalt              | WC totalt              | 10      | 4   | 4       | 8     | 6    |
| Internationellt totalt | Internationellt totalt | Internationellt totalt | Internationellt totalt | 89      | 30  | 64      | 94    | 78   |